# Black Desert Online
„Black Desert“ е MMORPG компютърна игра, която трябва да стане нов етап в развитието на игрите от този жанр. Тя е разработена от корейското студио „Pearl Abyss“. Студиото е било създадено от Ким Да Ил през 2010 г. Той от своя страна е известен с участието си в разработката на такива игри като R2 (Reign of Revolution) и C9 (Continent of the Ninth Seal). В екипа си събрал специалисти, работели над Lineage 2, Risk Your Life и двете упоменати по-горе.
Black Desert съчетава в себе си елементи от няколко жанра: стратегия в реално време, ролева игри и симулатор на живота. Отличителна черта се мащабните битки, изискващи екипна работа и своевременни стратегически решения.
Екипът на Pearl Abyss е създал свой графически двигател, като за целта са отделили една година.
Няма предвидени издатели за западния пазар, но Black Desert ще се появи в Русия в началото на 2015 г., когато е планиран открития ѝ бета тест. Издател ще е GameNet.
GameNet е руски издател на онлайн игри, работещ в игралната индустрия от 2009 г. Те издават Архив на оригинала от 2014-05-29 в Wayback Machine. Aika Online, Combat Arms и др. Издателите скоро ще навъртят 5 г. на руския пазар. Екипът им наброява около 100 души и всички са запалени геймъри.
Black Desert е най-очакваната игра за 2014 г. според Интернет изданието Game Haunt. Играта със своя огромен и изпълнен с живот свят, в който метеорологичното и часовото време са променливи, е проектирана много добре и до най-малкия детайл. Паркур системата в MMORPG-то е сравнима с игри като Assassin’s Creed и Grand Theft Auto, където може да скачате на всяка една платформа. Героите също са с добър дизайн и Game Haunt не пестят суперлативите си като ги наричат едни от най-добре изглеждащите персонажи някога съществували в MMORPG.
Ако желаете да играете с българи препоръчваме гилда BloodLegion. Можете да пишете на Guest Book-a им, за да се присъедините към тях.

## Системни изисквания
• операционна система Windows 7, Windows 8 (32 и 64-бита)
• процесор Intel Core i3 (препоръчителен – Intel Core i5)
• 40GB дисково пространство
• 4GB памет (препоръчително 6GB RAM)
• видеокарта: GTS 250 / GeForce 9800 GTX / Radeon HD 3870 X2 (препоръчителни GTX 650 / GTX 550 Ti / Radeon HD 7770 / Radeon HD 6770)

## История на света
Историята на Black Desert е летопис на кръвопролитни войни за контрол над жизнено необходимия ресурс – тайнствените Черни камъни. На запад е базирана войската на Република Калфеон, а на изток се разположени армиите на Кралство Валенсия. Безкрайни боеве са се водили в Черната пустиня (Black Desert), която е разположена в самия център на континента. Народът на Валенсия я нарича Червена пустиня, заради огромните количества кръв, пролени на тези проклети пясъци. Кралството Валенсия е теократическа държава, чиито жители почитат духовните ценности и се стремят да възродят цивилизацията с помощта на Черните камъни. От другата страна жителите на Калфеон са материалисти, които са алчни за Черен камък, чийто контрол жадуват само за собствена изгода.

## Особености на Black Desert

### Съвременна графика
Играта Black Desert е разработена на собствен графически двигател. Основен акцент е реалистичността на виртуалния свят, който е със Средновековна окраска. Персонализацията на героя съдържа множество настройки, което дава практически безгранични възможности за създаването на уникален външен вид.

### Особена физика на играта
Героят в Black Desert, за разлика от други MMORPG, активно си взаимодейства с околната среда. Той не може да премине през NPC (Non Player Character). Когато героят рязко спре след бърз бяг, той прави няколко крачки по инерция, а когато прескача стена, вие няма да видите фантастичен скок от място. Героят ви ще си помогне с ръце, за да се набере на стената и едва след това ще се прехвърли отвъд. По-ниските огради ще прескочи, подпирайки се с ръка.

### Безшевен игрален свят
В Black Desert няма отделни местности в обикновеното разбиране. Играчът преминава от местност в местност без да се предизвиква презареждане на екрана.

### Открити подземия
Подземията (т.нар. дънджъни от англ. dungeon) са в открития свят. В играта няма закрити дънджъни като в други подобни игри. Входът в тях не е ограничен, което дава възможност за конкуренция за правото на прохождане или даже да се монополизират проходите на отделни подземия.
Non-target система боя. Тя позволява да се насочва линията на атака в посоката, в която „гледа“ героя. За разлика от други MMORPG в Black Desert е невъзможно да „прихванете“ целта, маркирайки я с натискането на клавиша Tab. Пред играча има точка, която се ползва за прицел и се активират характерните умения на героя с помощта на съчетание от клавиши или с „горещите“ клавиши 1,2,3...

### Подробна карта
В Black Desert картата е допълнителен източник на информация за много важни аспекти. На картата може да се направят отметки, да се види информация за метеорологичните условия в отделните региони или да се проследи маршрут. Също така може да се получи информация за икономическото състояние на регионите, а също така и да се види и управлява собствената търговска мрежа и наемни работници.
Мъгла на войната. Неизследваната от играча територия е скрита за него чрез т.нар мъгла на войната, която се разсейва с прохождането на територията.

### Животни за езда
В играта няма телепорти, но има много животни за езда. Яздейки ги, играчът не само може да изследва света, но и да воюва. Тези животни могат да се развиват и укрепват със специални брони.
Променливи метеорологични условия. Метеорологичните условия в играта се променят в реално време. Те влияят на характеристиките на героя и създават особени условия за водене на бой.

### Динамична промяна на часовото време
Освен променливите метеорологични условия, но и смяната на деня с нощ също влияят на геймплея. Поведението на много NPC зависи от това дали е ден, или нощ. Например, търговците затварят вечер сергиите си и ги отварят на сутринта.
Разнообразни задачи. Играта предоставя широк избор от задачи, започващи от познатите приключения, принуждаващи играча да убие определено количество чудовища, преминавайки през задачи за изучаване на виртуалния свят и включвайки още много различни и разнообразни приключения. В играта има и система от мини игри, за участие в които играчът получава много допълнителни бонуси.

### Отношения с NPC
Всички неигрални герои принадлежат към определена фракция. Играчите могат да подобрят своята репутация по отношение на дадена фракция, изпълнявайки нейните задачи. Високата репутация дава достъп до уникално съдържание.

### Наем на NPC
В Black Desert играчите могат да наемат NPC за определени работи – да пренасят товари, добиват ресурси, производство, търговия или дори да воюват на страната на наемателя си.
Обсади. В света на играта има няколко замъка, за завоюването на които се водят битки. По време на боя могат да се използват обсадни оръдия, метателни оръжия и дори бойни слонове. За увеличаване на числеността на армията, играчите могат да наемат NPC. Завоевателите на замъка получават контрол над прилежащата територия и събират данъци от търговските сделки, провеждани на нея.

### Нива
В играта няма максимално ниво за развитие на персонажа, но след 50-о ниво скоростта на развитие и броят на натрупаните точки опит намаляват чувствително.